# Estación Quíllem
Quíllem (mapudungun: quilleñ, "campo de frutillas" o "frutillar"), también denominada Quillén, es una estación ubicada en la comuna chilena de Perquenco, en la Región de la Araucanía, que es parte de la Línea Troncal Sur. Actualmente tiene una oficina de movilización de EFE para los servicios de pasajeros que circulan por ese sector. Se encuentra junto al río del mismo nombre.
La estación presta servicios al servicio Regional Victoria-Temuco, y es considerada por Fesur como un paradero.

## Historia

### SigloXIX
Con la extensión del ferrocarril desde la ciudad de Santiago hacia el sur, el gobierno del presidente José Manuel Balmaceda planifica la extensión del ferrocarril desde la localidad de Victoria —donde el ferrocarril ya había llegado en 1890— hasta la ciudad de Osorno —que ya tenía en obras un ferrocarril que la conectase con la ciudad de Valdivia—, donde se contrató a la North and South American Company para encargarse de la construcción. Una sección de estas obras, de Victoria hasta el río Toltén, fue subdivida para realizar los trabajos desde Victoria hasta Temuco. Los trabajos de construcción de este tramo del Longitudinal Sur ya había comenzado para inicios de 1889; sin embargo, en junio de 1890 la North and South American Company se declara en bancarrota, por lo que el gobierno asume los trabajos de construcción que demandan la reorganización de todo el proyecto, que delega las obras en su totalidad a la empresa Albarracín y Urrutia. Los trabajos son designados en julio, siendo dividido el tramo de Victoria a Temuco en tres partes: Victoria-río Perquenco, río Perquenco-Curaco y Curaco-Temuco. Esta última sección quedó a cargo del ingeniero M. Mayaud, sin embargo en septiembre del mismo año fue reemplazado por Evaristo Sainte-Anne.
Antiguamente existía un camino que conectaba la estación con un asentamiento de colonos suizos, como parte de la colonización europea de la Araucanía, denominado «La Colonia», ubicado a unos 7 km de la estación. El 16 de diciembre de 1895 ocurrió uno de los primeros accidentes en la estación, cuando un maquinista cayó a las vías luego de chocar con el alero de una de las bodegas, falleciendo instantáneamente.
Sin embargo, guerra civil de 1891 ocurrida en chile provoca que los trabajos de construcción fueran paralizados en abril de ese año, pero en octubre son reasignados en su totalidad. Para enero de 1892 Los trabajos siguen asignados a la empresa Albarracín y Urrutia, y la construcción de las vías desde Perquenco a Temuco es delegada a Gustave Verniory, equivalente a unos 45 km de vías. El 10 de abril de 1892 el tren arriba al norte del río Quillén. A inicios de septiembre de ese año el edificio principal de la estación está construido, y que por mientras es utilizado por Verniory como oficinas y residencia. La estación mide 800 metros de largo por 100 de ancho. Para el 10 de noviembre el tren cruzó el río, llegando hasta estación Lautaro. El tramo Victoria-Temuco ―junto con esta estación― es inaugurado el 1 de enero de 1893, aunque solo esta estación se encontraba con todas sus obras acabadas para esa fecha. En agosto de ese año Verniory desocupa el edificio de la estación. El tramo del ferrocarril Victoria-Temuco —y esta estación— son traspasado a la Empresa de los Ferrocarriles del Estado en mayo de 1895.

### SigloXXI
En 2010 la localidad de Quillém bloqueó la vía férrea en la estación debido a los cambios de horarios del servicio.
El edificio que albergaba a la estación desapareció, existiendo en la actualidad solamente una estructura que funciona como refugio del paradero; también se mantiene en pie una de las bodegas originales de la estación. En ambos extremos del terreno de la estación existen cruces a nivel. Con la llegada de las nuevas locomotoras SFD para el servicio Victoria-Temuco, fue aumentada la altura del andén de la estación durante 2021.

## Entorno y características
Desde el sur de la estación Quíllem, en dirección a Lautaro, existía una selva denominada antiguamente como «Virgen del Saco».